# Philipp Knechtel
Philipp Knechtel (* 28. Juni 1996 in Bernburg) ist ein deutscher Fußballspieler auf der Position der Innenverteidigung. Er spielt seit Januar 2020 für den VfB Krieschow.

## Karriere
Knechtel spielte in seiner Jugend bei der TV Askania Bernburg und dem 1. FC Magdeburg. 2011 kam er zum FC Energie Cottbus, wo er für die U-17 und später für die A-Junioren auflief. Im Juli 2015 erhielt Knechtel vom FC Energie Cottbus einen Profivertrag. Bis 2016 spielte er vor allem in der zweiten Mannschaft und diente anschließend als Reserve der Profimannschaft. Am 5. Dezember 2015 kam er zu seinem ersten Drittliga-Einsatz in der ersten Mannschaft des FC Energie, als er am 19. Spieltag der Saison 2015/16 nach einer Verletzung Uwe Möhrles eingewechselt wurde. Mit Cottbus stieg er am Saisonende in die Regionalliga ab. Zwei Jahre später gelang ihm mit dem Verein als Regionalligameister 2018 der Wiederaufstieg in die 3. Liga. Zur Saison 2019/20 wechselte Knechtel zum VfB Germania Halberstadt. Dort kam er nur in der Reserve zum Einsatz, da ihn diverse Verletzungen zurückwarfen. Im Januar 2020 wechselte er zum VfB Krieschow in die Oberliga Nordost/Süd.

## Erfolge
- Aufstieg in die 3. Liga 2018 mit Energie Cottbus